# Gran Premi ciclista de Gemenc
El Gran Premi ciclista de Gemenc és una competició ciclista per etapes que es disputa als voltants de Szekszárd a la província de Tolna, a Hongria. Creada el 1975, va formar part del calendari de l'UCI Europa Tour de 2005 a 2009, i un altre cop a partir del 2017. El 2019 es divideix en dues proves d’un dia, totes dues classificades del calendari UCI Europa Tour i que no donen lloc a una classificació final.

## Palmarès
| Any       | Vencedor            | Segon                  | Tercer              |
| --------- | ------------------- | ---------------------- | ------------------- |
| 1975      | Gyorgy Szuromi      |                        |                     |
| 1976      | Andras Takacs       |                        |                     |
| 1977      | Laszlo Halasz       |                        |                     |
| 1978      | Tamas Csatho        |                        |                     |
| 1979      | Zoltan Halasz       |                        |                     |
| 1980      | Andreas Neuer       |                        |                     |
| 1981      | Laszlo Halasz       |                        |                     |
| 1982      | Pavel Galik         |                        |                     |
| 1983      | Zoltan Halasz       |                        |                     |
| 1984      | Kurt Konrad         |                        |                     |
| 1985      | Vojtech Breska      |                        |                     |
| 1986      | Jörg Windorf        |                        |                     |
| 1987      | Rajko Cubric        |                        |                     |
| 1988      | Olaf Ludwig         |                        |                     |
| 1989      | Steffen Rein        |                        |                     |
| 1990      | Anton Novosad       |                        |                     |
| 1991      | Csaba Steig         |                        |                     |
| 1992      | Csaba Steig         |                        |                     |
| 1993      | Iztok Melansek      |                        |                     |
| 1994      | Kurt Konrad         |                        |                     |
| 1995      | Jan Zilovec         |                        |                     |
| 1996      | Enrico Poitschke    |                        |                     |
| 1997      | David Sipocz        |                        |                     |
| 1998      | Tartisio Saccucci   |                        |                     |
| 1999      | Attila Arvai        |                        |                     |
| 2000      | Zoltan Remak        |                        |                     |
| 2001      | David Arato         |                        |                     |
| 2002      | David Arato         | Róbert Glajza          | Robert Nagy         |
| 2003      | Anatoli Varvaruk    | Alexei Nakazny         | Tamás Lengyel       |
| 2004      | Zoltán Remák        | Aurel Vig              | Anatoli Varvaruk    |
| 2005      | Martin Prazdnovsky  | Anatolij Varvaruk      | Stanislav Kozubek   |
| 2006      | Martin Prazdnovsky  | Miroslav Keliar        | Maroš Kováč         |
| 2007      | Sander Oostlander   | Péter Kusztor          | Evgeni Gerganov     |
| 2008      | Davide Torosantucci | Zoltán Madaras         | Gašper Švab         |
| 2009      | Žolt Der            | Matej Jurco            | Matija Kvasina      |
| 2010      | Gergely Ivanics     | Balász Szórádi         | Zoltán Vígh         |
| 2011      | Zoltán Csomor       | Walter Gastón Trillini | Mike Smith          |
| 2012      | Gianluca Mengardo   | Zoltán Vígh            | Stanislav Bérěs     |
| 2013      | Rida Cador          | Žolt Der               | Patrik Tybor        |
| 2014      | Marko Danilović     | Giacomo Gallio         | Marco Maronese      |
| 2015      | Maroš Kováč         | Andrei Nechita         | Emanuel Kišerlovski |
| 2016      | Rok Korošec         | Krisztián Lovassy      | Filippo Tagliani    |
| 2017      | Filippo Tagliani    | Péter Kusztor          | Jodok Salzmann      |
| 2018      | Rok Korošec         | Michael Kukrle         | Nicolae Tanovitchii |
| 2019 (I)  | Attila Valter       | Paolo Toto             | Niccolò Salvietti   |
| 2019 (II) | János Pelikán       | Attila Valter          | Ivan Centrone       |
| 2020-2021 | suspesa             | suspesa                | suspesa             |
| 2022      | Luke Mudgway        | Tomáš Bárta            | Damian Paperski     |
| 2023      | Filip Řeha          | Dylan Hopkins          | Lukáš Kubiš         |